# Загородний, Анатолий Глебович
Анато́лий Гле́бович Загоро́дний (укр. Анатолій Глібович Загородній; род. 29 января 1951, Великая Багачка, Полтавская область, Украинская ССР, СССР) — президент Национальной академии наук Украины, директор и заведующий отделом теории и моделирования плазменных процессов Института теоретической физики НАН Украины, академик НАН Украины (с 2006), иностранный член РАН (с 2011, 8 марта 2022 года подал заявление о выходе из состава иностранных членов РАН).
Профессор, доктор физико-математических наук, профессор Киевского национального университета имени Тараса Шевченко, председатель Комиссии НАН Украины по научному наследию академика В. И. Вернадского.

## Биография и научная деятельность
Родился 29 января 1951 года на Полтавщине. В 1972 году окончил радиофизический факультет Харьковского государственного университета им. В. Н. Каразина и с того времени работает в Институте теоретической физики имени Н. Н. Боголюбова НАН Украины.
Совместно с И. П. Якименко и Ю. Л. Климонтовичем разработал статистическую теорию пространственно-ограниченных плазменно-молекулярных систем, на основе которой исследовал влияние взаимодействия плазменной и молекулярной подсистем на электромагнитные флуктуации в таких системах.
Разработал теорию тормозного излучения в плазменно-молекулярных системах, которая учитывает все возможные процессы рассеяния с участием заряженных частиц и молекул, а также рассеяние электронов и молекул на коллективных флуктуациях.
За цикл работ по статистической теории плазменно-молекулярных систем вместе с соавторами удостоен премии имени К. Д. Синельникова НАН Украины.
Совместно с А. Г. Ситенко обобщил теорию флуктуаций в устойчивой стационарной плазме на случай турбулентной плазмы с диффузно-дрейфовыми движениями жидкостного типа.
Разрабатывает кинетическую теорию запыленной плазмы, вывел микроскопические уравнения и цепочку уравнений Боголюбова для такой плазмы, что позволило объяснить широкий класс новых физических явлений. В частности, было объяснено, почему измеряемая в экспериментах температура пылинок может значительно превышать температуру плазменного окружения.
Развил теорию броуновского движения пылинок с помощью уравнения Ланжевена с мультипликативным шумом. Одним из результатов стало обнаружение нетривиальных распределений пылинок по скоростям в плазме и частиц в обычных коллоидах.
Его исследования дали возможность оценить влияние зональных течений, образованных в устройствах управляемого термоядерного синтеза, на коэффициенты диффузии в случае насыщенной турбулентности.
Труды А. Г. Загороднего по физике плазмы отмечены Государственной премией Украины в области науки и техники (2005).
Многократно выступал с пленарными докладами на престижных конференциях по физике плазмы, является членом программных и организационных комитетов международных конференций в разных странах. Являлся председателем оргкомитета Международного конгресса по физике плазмы (2004—2006). Автор более 200 работ, включая известную монографию «Статистическая теория плазменно-молекулярных систем».
Много усилий отдаёт научно-педагогической работе, является профессором Киевского национального университета имени Тараса Шевченко, был также профессором Национального университета «Киево-Могилянская академия». Возглавляет ряд научных советов и комитетов, руководит научными программами, в частности, Государственной целевой нayчно-тexнической пpoгpaммой внедрения и применения грид-тexнологий на 2009—2013 годы. Продолжительное время был членом научного совета Государственного фонда фундаментальных исследований Украины.
Как новый председатель Комиссии НАН Украины по научному наследию академика В. И. Вернадского (сменил на этой должности академика К. М. Сытника), инициировал большую программу подготовки к 150-летнему юбилею великого учёного, в частности, издание многотомного академического собрания его трудов. Является председателем программного комитета и оргкомитета XXV Киевского международного симпозиума по науковедению и истории науки «Творческое наследие В. И. Вернадского в исследовании науки и её организации: из прошлого через настоящее — в будущее» (Украина, Киев, 18-19 октября 2012 года).
В 2011 году был избран иностранным членом Российской академии наук, в 2012 году — иностранным членом-корреспондентом Австрийской академии наук.
Главный редактор «Украинского физического журнала», член редколлегий «Вестника НАН Украины» и международного журнала «Condensed Matter Physics».
Выдвинут на пост президента НАНУ в марте 2020 года. Его выдвижение поддержал Борис Патон, незадолго до кончины назвавший А. Г. Загороднего своим потенциальным преемником. 7 октября 2020 года избран президентом НАНУ.